# 坂合部磐鍬
坂合部 磐鍬（さかいべ の いわすき）は、飛鳥時代の貴族。名は石布・石敷（いわしき）とも記される。姓は連。冠位は小錦下。

## 経歴
斉明天皇2年（656年）8月に高句麗から調が進上されるが、9月にその返礼使として大使・膳葉積に随い副使として高句麗へ渡っている。
斉明天皇5年（659年）7月に第四次遣唐使の大使として江南路をとって渡唐した。副使・津守吉祥の船は無事唐の洛陽に到着したが、9月15日の日没時に磐鍬の船は横からの逆風に遭い、南海の爾加委（にかい）という島に漂着した。ここで、磐鍬は島の民によって殺され、残された東漢長阿利麻・坂合部稲積ら5人が島人の船を奪って脱出し、括州（現在の浙江省麗水）を経由して洛陽まで辿り着いた。
孝謙朝の天平宝字元年（757年）の太政官の奏上によって、石敷の功田6町について遭難して死んだことは哀れむ宜き事項であるが、功績とは言いがたいため下功として子供に相続させることが定められた。